# Oyan Tây Phi
Oyan Tây Phi (Poiana leightoni) là một loài động vật có vú trong họ Cầy, bộ Ăn thịt. Loài này được Pocock mô tả năm 1907.

## Hình ảnh

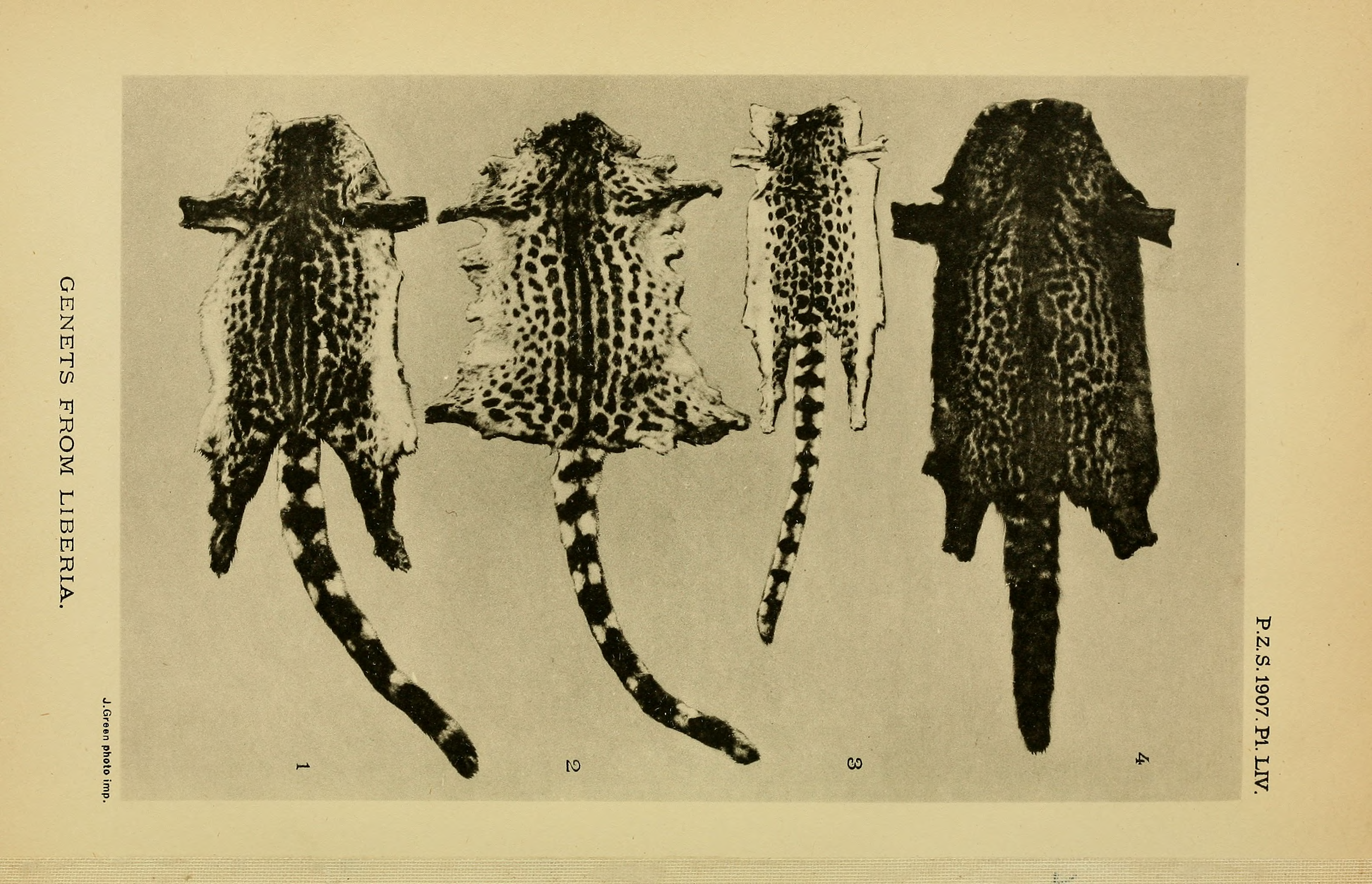